# 秋田市立勝平小学校
秋田市立勝平小学校（あきたしりつ かつひらしょうがっこう）は、秋田県秋田市新屋松美ガ丘北町にある公立小学校。学校区は、秋田運河と日本海に挟まれた地域に位置し、北端は秋田港に、南端は雄物川の河口に面している。

## 教育目標
- 自分をつくり ともに生きる

## 沿革
- 1969年 - 創立

## 校舎
2002年4月に新校舎完成（新校舎紹介のページを参照）。施設規模は校舎棟が7,619平方メートル、屋体棟が1,544平方メートル。総工費28億円。2003年9月にグラウンドが完成。敷地面積は8,455平方メートル。
昇降口の段差を解消するためスロープを設置するなどバリアフリー化に配慮した。また、体育館のステージ背面にもガラス窓を設けるなど、全体的に光を多く取り入れ、明るく開放的な造りになっている。秋田市-第19回市民が選ぶ都市景観賞では、「正面のタワーが地区のシンボル的存在、外壁が周囲の自然、住宅環境とよく調和している」等と評され、推薦施設となった。
風の強い地区のため、グラウンドには風に飛ばされづらい土を使用している。

## 校歌
- 勝平小学校校歌 - 作詞 竹内瑛二郎。

## 部活動
- 吹奏楽部
  - いわゆる金管バンドである。学校行事・校内ミニコンサートのほか、秋田市小学校器楽祭などに参加している。部員数は60名を超える

## スポーツ少年団
- サッカー部
- 野球部
- バレーボール部
- バスケットボール部
- 柔道部
- 剣道部

## 著名な出身者
- 桜庭みさお (ローカルタレント)
- Joelle (シンガーソングライター)
- 笹原友希 (スケルトン選手)

## 主な進学先
- 秋田市立勝平中学校
  - 主な進学先である秋田市立勝平中学校と情報交換を図り，ノート学習を基本に家庭学習の充実に小中連携して取り組んでいる。

## 最寄駅
- 新屋駅
- 秋田駅

## 千秋分校

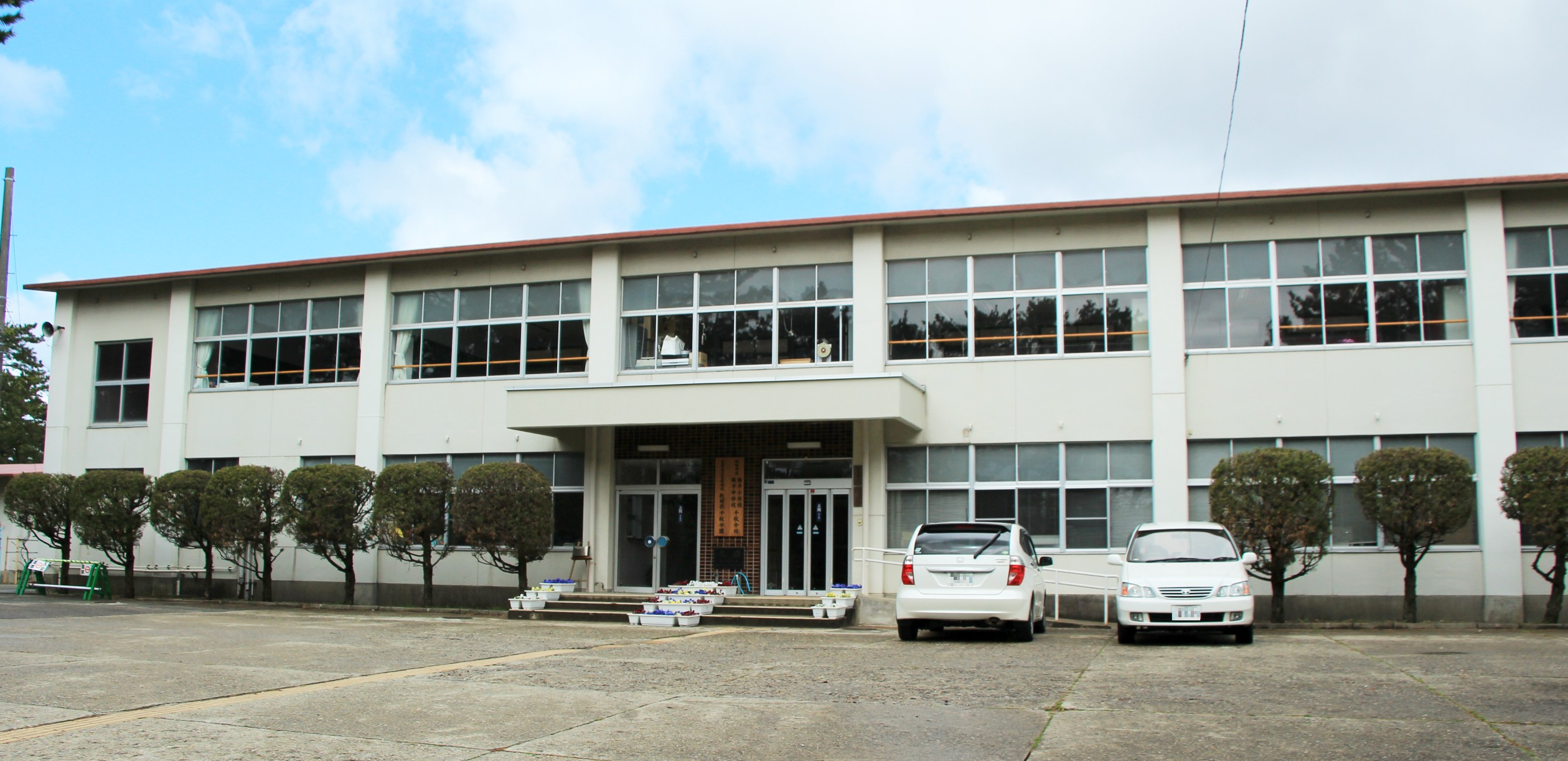
千秋分校のある秋田県千秋学園

- 所在地:秋田県秋田市新屋下川原町1番2号秋田県千秋学園内
- 2007年4月開校